# Jacques Vandermeiren
Jacques Hubert Vandermeiren (Antwerpen, 11 juli 1963) is een Belgisch bedrijfsleider. Sinds 2016 is hij CEO van de Port of Antwerp Bruges (tot 2022 het Havenbedrijf Antwerpen). Voorheen was hij CEO en voorzitter van netbeheerder Elia.

## Levensloop
Jacques Vandermeiren studeerde rechten aan de Ufsia in Antwerpen en de Katholieke Universiteit Leuven, Europese studies aan de Université catholique de Louvain en management aan de Vlerick Business School.
Van 1990 tot 1999 werkte hij voor energiebedrijf Electrabel. In 1999 werd hij lid van het directiecomité van netbeheerder Elia, waar hij in 2012 CEO werd. Van 2004 tot 2007 was hij tevens voorzitter van de Federatie van de Belgische Elektriciteits- en Gasbedrijven (FEBEG) en van 2007 tot 2012 van de Sociale Federatie van de Belgische Elektriciteits- en Gasbedrijven (SOFEDEG). Van 2004 tot 2010 was hij lid van de raad van bestuur van het Verbond van Belgische Ondernemingen (VBO) en van 2014 tot 2015 lid van het directiecomité van het VBO. Hij was tevens lid van de raden van bestuur van de pensioenfondsen Elgabel, Enerbel en Contassur. Tussen 2010 en 2012 was hij ook lid van de raad van bestuur van de Duitse netbeheerder 50Hertz Transmission en van 2010 tot 2015 was hij voorzitter van Eurogrid International. In januari 2015 werd Vandermeiren onverwacht ontslagen als CEO van Elia. Hij werd ad interim opgevolgd door François Cornelis.
In januari 2017 volgde Vandermeiren Eddy Bruyninckx als CEO van het Havenbedrijf Antwerpen op. Vandermeiren werd in april 2022 CEO van Port of Antwerp Bruges, de fusie tussen de haven van Antwerpen en de haven van Zeebrugge.
Hij is tevens lid van de raden van bestuur van koffieproducent Vascobelo (sinds 2013), Le Concert Olympique, Opera Ballet Vlaanderen (sinds 2018), NxtPort (sinds 2018), voetbalclub Royal Antwerp FC (sinds 2021) en de Antwerp Management School (sinds 2024). In 2018 volgde hij Thomas Leysen op als CEO van The Shift, een platform van bedrijven en ngo's in België die met duurzaamheid begaan zijn. Tim Van den Bossche, volgde hem in 2023 op. Sinds december 2024 is hij tevens vice-president Europa voor International Association of Ports and Harbors.
Vandermeiren is de vader van hockeyspeelster Judith Vandermeiren.